# Stepan Rjabtschenko

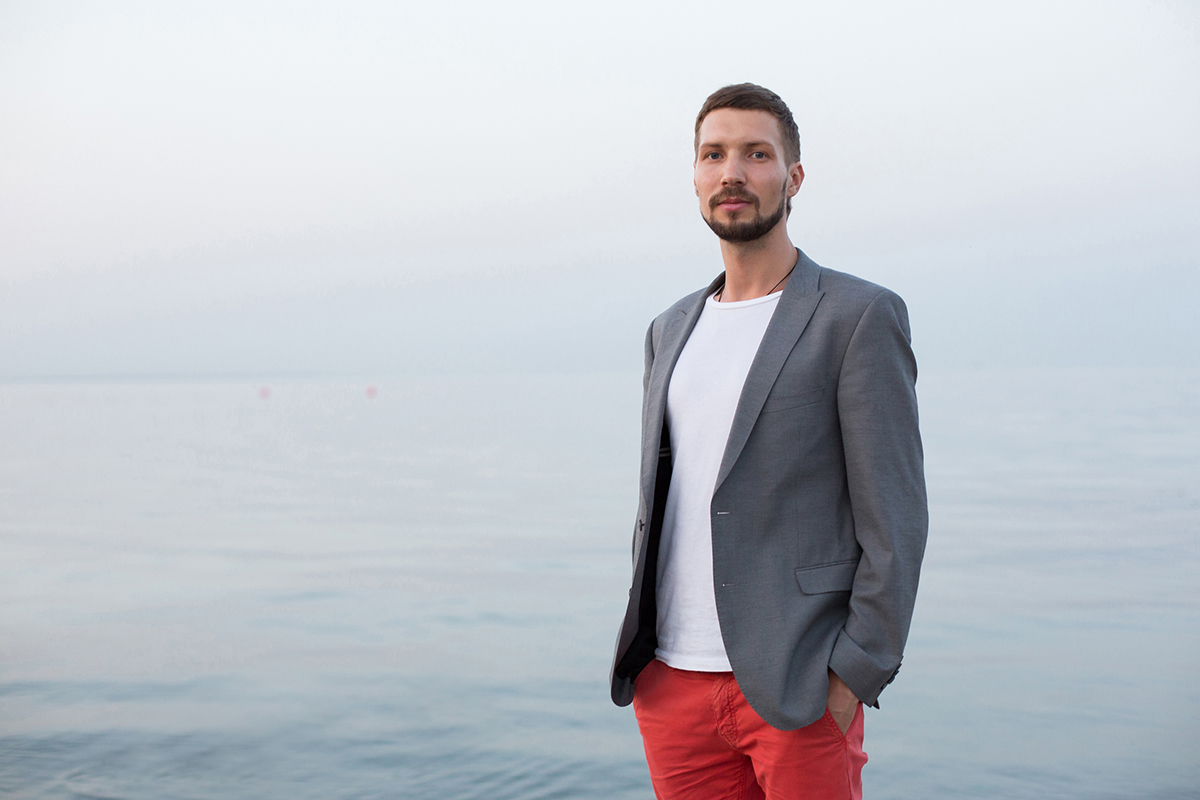
Stepan Rjabtschenko (2015)

Stepan Wassyljowytsch Rjabtschenko (ukrainisch Степан Васильович Рябченко; * 17. Oktober 1987 in Odessa, Ukrainische SSR) ist ein ukrainischer Medienkünstler, der im Bereich digitaler Kunst, konzeptuelle Architektur, Grafik, Bildhauerei und Lichtinstallationen arbeitet. Bekannt wurde Stepan Rjabtschenko für seine monumentalen Werke und Videoinstallationen, in denen er ein digitales Universum mit eigentümlichen Ideen, Helden und Mythologien kreiert, und für seine Visualisierungen der gestaltlosen Erscheinungen und nicht-existenten Bilder wie Computerviren, Elektrowinde, virtuelle Blumen u.ä.

## Biografie
Stepan Rjabtschenko wurde am 17. Oktober 1987 in Odessa in einer Künstlerfamilie geboren. Sein Vater, Wassyl Rjabtschenko, ist einer der Protagonisten der zeitgenössischen Kunst in der Ukraine und der „Neuen Ukrainischen Welle“. Sein Großvater Sergey Rjabtschenko war ein sowjetischer und ukrainischer Grafikkünstler.
Seit 2010 ist er Mitglied des Nationalen Künstlervereins der Ukraine.
2011 hat Stepan Rjabtschenko die Staatliche Bauakademie von Odessa mit Magister-Diplom in Architektur absolviert.
Ende 2015 hat ihn das Forbes-Magazin unter den dreißig erfolgreichsten jungen Ukrainern aufgelistet.
Seit 2020 ist Stepan Rjabtschenko Hauptkurator der Künstlervereinigung „Art-Labor“. Außerdem ist er Autor der Idee und Kurator einer internationalen Großausstellung im virtuellen Raum, die am 7. Mai 2020 während der COVID-19-Pandemie unter dem Titel „Strange Time“ online eröffnete. Die Ausstellung entwickelt sich ständig nach Prinzip des lebendigen Organismus weiter, indem sie durch immer neue Arbeiten von Künstlern und Künstlerinnen aus aller Welt erweitert wird und ihre Grenzen ausweitet.
Im Jahr 2020 wurde Stepan Rjabtschenko als erster Künstler eingeladen, die Ukraine auf der Changwon Sculpture Biennale in Südkorea zu vertreten.
Er wurde 2021 in die Liste der besten Digitalkünstler des britischen Verlags Electric Artefacts aufgenommen. Im selben Jahr vertrat er die Ukraine auf der Expo 2020 in Dubai.
Im Juli 2025 wurde Stepan Rjabtschenko zum korrespondierenden Mitglied der Abteilung für Bildende Kunst der Nationalen Akademie der Künste der Ukraine gewählt. Er wurde damit das jüngste Mitglied des aktuellen Mitgliederbestands der Akademie und ihr einziges Mitglied aus Odessa.
Stepan Rjabtschenko lebt und arbeitet in Odessa.

## Künstlerische Arbeit

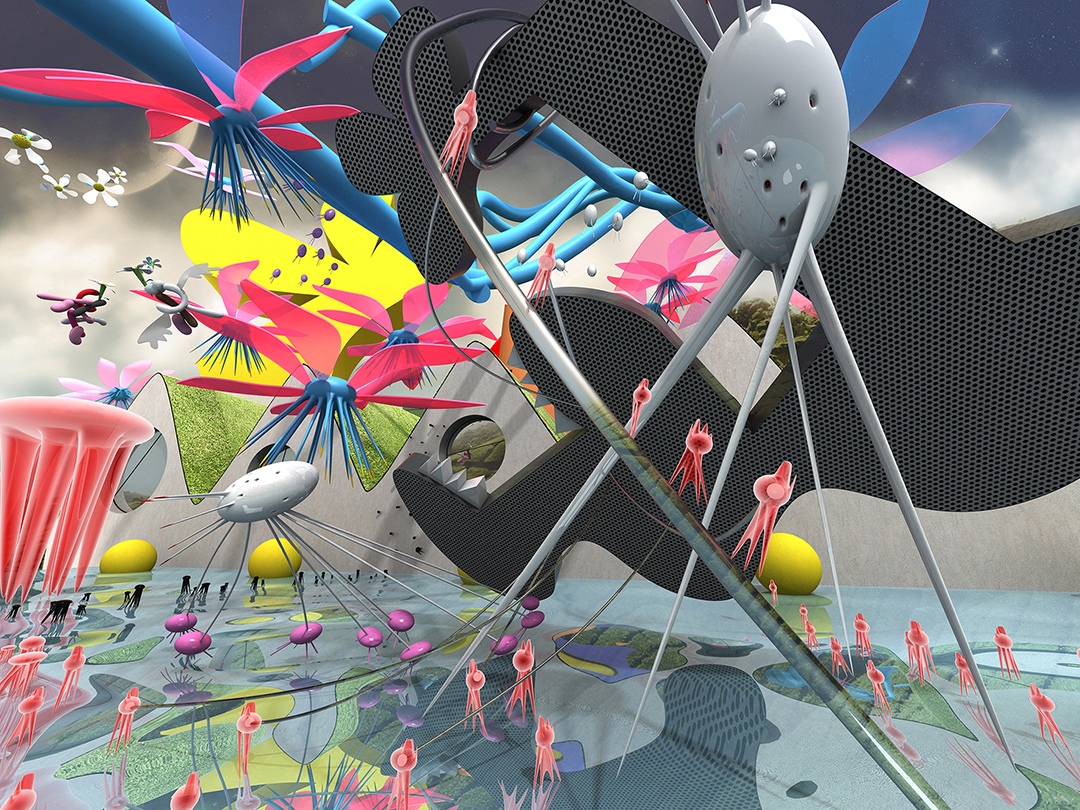
Die Versuchungen des heiligen Antonius (2010)

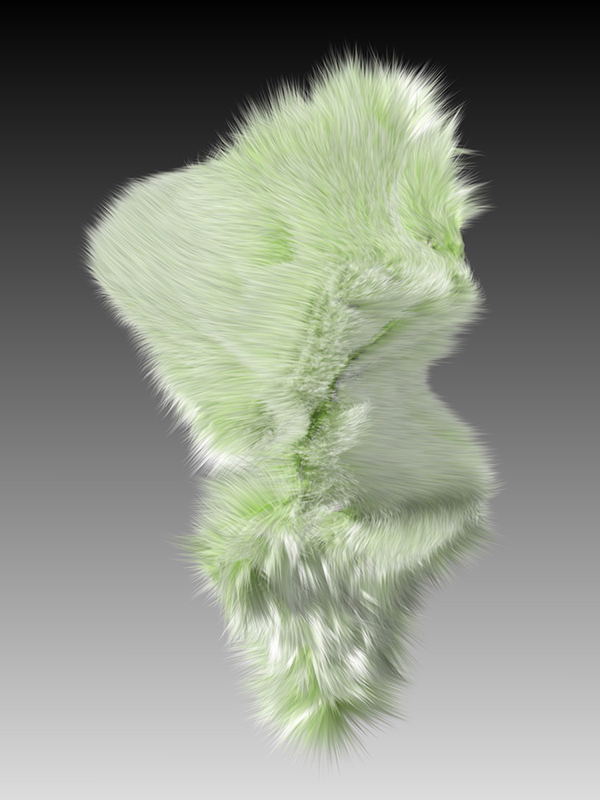
Melissa. Aus der Serie Computerviren (2011)

Stepan Rjabtschenko benutzt digitale Technologien für seine künstlerischen Arbeiten und Projekte. In Kombination der figurativen und abstrakt-futuristischen visuellen Sprache erschafft er großformatige digitale Drucke und Computeranimationen, die als „Fragmente“ des von ihm hervorgebrachten virtuellen Universums fungieren. Oft werden in diesen Arbeiten imaginierte Pflanzen und Tiere dargestellt – surrealistische Lebensformen, die nach den Gesetzen der für sie vom Künstler aufgestellten Welt existieren.
Virtuelle Landschaften, in denen Rjabtschenko die Geschichten seiner Protagonisten entwickelt, bilden eine eigenständige, mehrdimensionale Realität. Die Erscheinung dieses Raums ist weit von allem Urbanen und Technoiden entfernt, wenngleich sein Ursprung im technologischen, digitalen Bereich liegt.
In den Arbeiten einer anderen Ausrichtung untersucht Stepan Rjabtschenko digitale „Anti-Helden“ und verleiht Computerviren eine visuelle Gestalt. Indem er einen Bestandteil der technologischen Entwicklung der Menschheit als Instrument benutzt, wendet sich der Künstler dem Thema der Beziehung des Menschen zu seiner virtuellen und natürlichen Umgebung.

## Ausstellungen

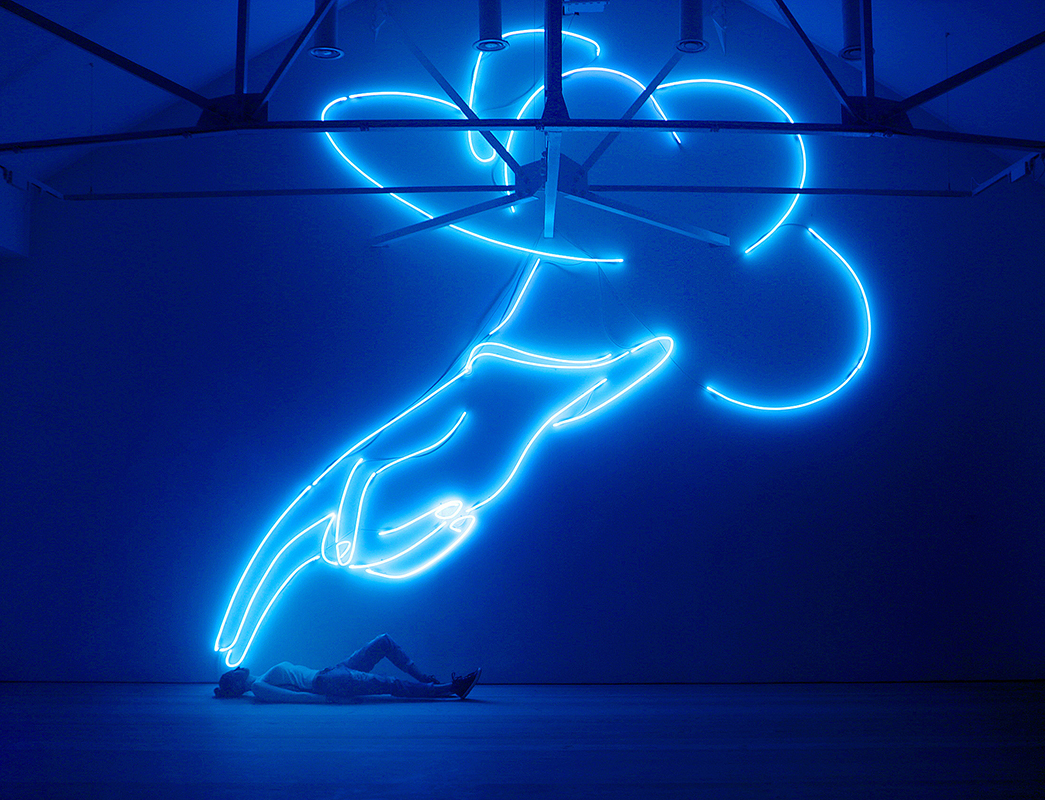
Die segnende Hand von Stepan Ryabtschenko in der Saatchi Gallery

Die Arbeiten von Stepan Rjabtschenko wurden in mehreren internationalen Ausstellungen präsentiert, darunter Museum Ludwig (Budapest), Albertina Modern (Wien), Moderna Galerija (Ljubljana), Museum für Kunst und Geschichte (Brüssel), MAXXI – Museo nazionale delle arti del XXI secolo (Rom), Saatchi Gallery (London), Krolikarnia (Warschau), Museum für Zeitgenössische Kunst Zagreb, Danubiana Meulensteen Art Museum (Bratislava), Silkeborg Bad Art Centre (Silkeborg), Manege und Gostinniy Dvor (Moskau), Ars Electronica Center (Linz).
Seine Arbeiten wurden außerdem vielfach in der Ukraine ausgestellt und zwar in PinchukArtCentre, Mystetkyj Arsenal, Nationales Kunstmuseum der Ukraine, Museum für Westliche und Östliche Kunst von Odessa, Nationales Zentrum “Ukrainisches Haus”, M17 Zentrum für Zeitgenössische Kunst, Museum für Zeitgenössische Kunst von Odessa, Institut für Fragen der Zeitgenössischen Kunst u. a.

## Sammlungen
Die Arbeiten des Künstlers sind Teil der öffentlichen und institutionellen Sammlungen wie Art Collection Telekom, Museum für Zeitgenössische Kunst Danubiana, M17 Zentrum für Zeitgenössische Kunst, Odessa Nationales Kunstmuseum, Museum für Zeitgenössische Kunst von Odessa, Tscherkassy Kunstmuseum, Korsakow Museum für Zeitgenössische Ukrainische Kunst.
Außerdem befinden sich seine Werke in privaten Sammlungen, darunter Abramovych Foundation, Adamovskiy Foundation, Firtash Foundation, Grynyov Art Collection, Korban Art Foundation, Luciano Benetton Collection, Sky Art Foundation, Stedley Art Foundation, Triumph Gallery, Voronov Art Foundation, Zenko Foundation und andere.

## Auszeichnungen
- 2022 – Preisträger des Mikhail Bozhiy Kunstpreis in der Nominierung „Monumentale Kunst“[48]
- 2020 – Preisträger des internationalen Wettbewerbs Tampa International Airport Public Art Project[49]
- 2019 – 1. Preis im internationalen Wettbewerb für das beste Projekt der Wahrzeichen-Skulptur des Internationalen Flughafens von Odessa[50][51]
- 2012 – Preisträger des internationalen Wettbewerbs für zeitgenössische Skulptur “Kyiv Sculpture Project”[52]
- 2011 – Nominierung für Pinchuk Art Prize[53]
- 2010 – Preisträger der 1. Allukrainischen Triennale der abstrakten Kunst “Art-Akt”[54]